# Ketoconazole

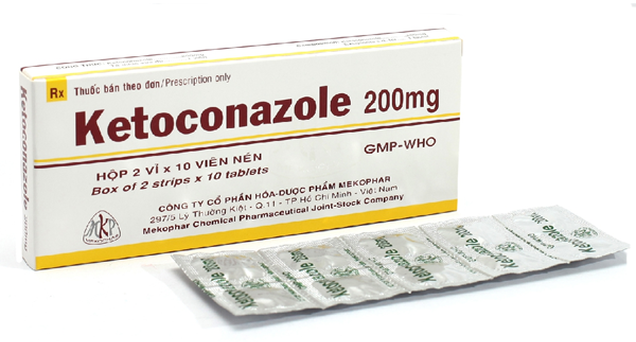
Mekophar

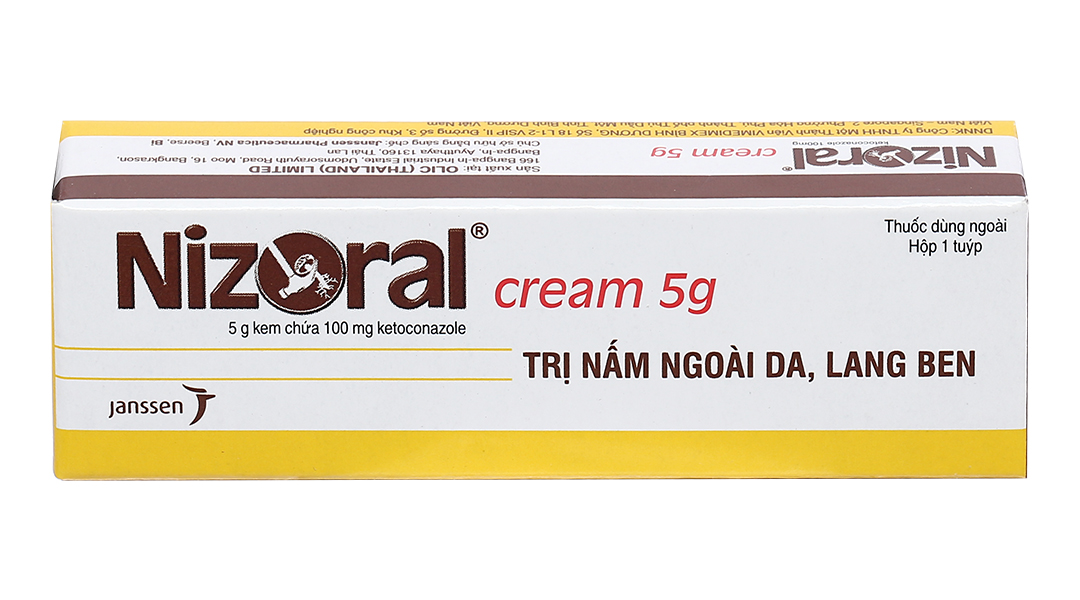
Janssen Bôi

Ketoconazole được phát hiện năm 1976, ra mắt những năm 1980 và là một trong những loại thuốc uống đầu tiên ngăn ngừa nấm (trước đó người ta sử dụng griseofulvin). Đây là loại thuốc chống nấm tổng hợp giúp ngăn ngừa và chữa trị nhiễm độc nấm nói chung và trên da, nhất là các trường hợp bệnh nhân bị suy giảm hệ miễn dịch như bệnh nhân AIDS. Với nhiều tác dụng phụ, nó đã bị thay thế bởi các thuốc chống nấm mới hơn như Fluconazole và Itraconazole. Hai loại thuốc này được ghi nhận ít độc tính đồng thời hiệu quả tốt hơn.